# The Green Manalishi
The Green Manalishi (With the Two-Prong Crown) è una canzone scritta da Peter Green e registrata dai Fleetwood Mac. Fu pubblicata come singolo in Inghilterra nel maggio del 1970 e arrivò al decimo posto delle classifiche inglesi.
La canzone venne scritta durante gli ultimi mesi di Green nella band e in un periodo in cui tutto il gruppo faceva largo uso di LSD. Infatti vi sono molti pettegolezzi dietro al titolo "Green Manalishi". Secondo molti esperti il "Green Manalishi" sarebbe un tipo di LSD molto comune negli anni settanta. Green ha sempre smentito tutto ciò, dicendo che la canzone parla dei soldi , che rappresentano in questo caso il Diavolo.
Successivamente la canzone venne reinterpretata dal gruppo Metal Inglese dei Judas Priest, verso la fine degli anni '70 e suonata molto spesso dal vivo.

## Cover
Artisti e gruppi che ne hanno realizzato una cover:
- The Melvins (su The maggot)
- Steel (su Heavy Metal Machine EP)
- Artur Brown
- Nirvana
- Therion
- Ian Parker (su live album ...Whilst the Wind)
- Judas Priest (su Killing Machine)
- Corrosion of Conformity (su Eye for an Eye)